# Ophiopogon pierrei
Ophiopogon pierrei là một loài thực vật có hoa trong họ Măng tây. Loài này được L.Rodr. mô tả khoa học đầu tiên năm 1928.